# Operatsiya Silent Storm
Operatsiya Silent Storm (Операция Silent Storm) thường được biết với tên ngắn hơn là Silent Storm là trò chơi điện tử thể loại nhập vai chiến thuật theo lượt do hãng Nival Interactive tại Nga phát triển và 1C Company lo việc phát hành. Trò chơi đã phát hành vào ngày 07 tháng 11 năm 2003 cho hệ điều hành Microsoft Windows.
Cốt truyện lấy bối cảnh chiến tranh thế giới thứ hai nhưng lại xoay quanh một cuộc chiến bí mật mà tại đó một tổ chức ngầm tại châu Âu đã lên một kế hoạch xâm chiếm cả thế giới với một loại vũ khí hủy diệt khủng khiếp. Người chơi sẽ vào vai một người lính có thể theo phe Phát Xít hoặc Đồng Minh thực hiện các nhiệm vụ trong cuộc chiến nóng bỏng và dần dần bị hút vào cuộc chiến ngầm này cùng các đồng đội xuất hiện dần sau đó tại doanh trại. Trong chiến đấu mỗi nhân vật sẽ chỉ có thể di chuyển ở một khoảng cách nhất định cũng như tấn công tùy vào số điểm hành động đang có sau đó phải chuyển lượt cho các nhân vật khác. Cũng như các trò chơi nhập vai khác trò chơi có hệ thống kỹ năng và điểm kinh nghiệm. Tuy nhiên điểm kinh nghiệm thu được chỉ có thể đổi lấy những khả năng đặc biệt còn các kỹ năng thì các nhân vật phải tự rèn luyện bằng cách sử dụng chúng càng nhiều càng tốt như sử dụng các loại súng, ném lựu đạn, sử dụng thuốc nổ, cứu thương... Có thể luyện tập các kỹ năng này tại bất cứ đâu thậm chí chỉ cần bắn vào không khí chứ không cần phải tấn công đối phương miễn là có đủ vũ khí, đạn dược và nhu yếu phẩm cho việc luyện tập. Các loại vũ khí và nhu yếu phẩm khác nhau yêu cầu nhân vật phải đạt mức kỹ năng nào đó mới có thể sử dụng chúng. Sau mỗi nhiệm vụ thì người chơi có thể chọn trở về căn cứ để tái trang bị hay tìm và tham gia các trận đánh ngẫu nhiên xuất hiện trên bản đồ chiến sự để có thêm kinh nghiệm và thu các vũ khí mới.
Trò chơi đã nhận được các đánh giá tích cực từ các trang chuyên về trò chơi điện tử. Phiên bản mở rộng là Операция Silent Storm: Часовые đã phát hành vào ngày 23 tháng 4 năm 2004. Một trò chơi phát triển dựa theo trò chơi này là Serp i Molot (Серп и Молот) cũng đã được thực hiện và phát hành vào ngày 29 tháng 4 năm 2005.

## Đón nhận
Trò chơi đã nhận được các đánh giá tích cực từ các trang chuyên về trò chơi điện tử. Metacritic và Gamerankings đã đánh giá trò chơi là 83%, Gamespot là 82%, IGN là 8.1...
Greg Kasavin tại Gamespot đã đánh giá cao hiệu ứng vật lý của trò chơi với nhận xét "Trò chơi có cách thể hiện ấn tượng với hiệu ứng vật lý rất thật và khả năng phá hủy môi trường xung quanh tự do nhất từng được thấy trong các trò chơi dẫn đến những khoảng khắc không thể đoán trước rất thú vị" việc đó tạo ra chiều sâu chiến thuật một cách mạnh mẽ và có nhiều giá trị chơi lại cao để thử những chiến thuật "điên rồ" mới, cũng như trí thông thông minh nhân tạo không hề ngốc khi nó biết khi nào thì càn quét hay nằm chờ phục kích nhưng đối với các nhân vật dân thường thì thường lại hoàn toàn không biết nên làm gì khi bị kẹt giữa hai làn đạn còn nhân vật hai bên thì hơi khó nhai khi trúng rất nhiều đạn mới chịu gục. Âm nhạc và âm thanh của trò chơi cũng tạo nên các điểm nhấn ấn tượng nhưng phần lồng tiếng thì lại hơi nhạt. Steve Butts tại IGN đã nhận xét "Nếu bạn nghĩ mình chẳng thể ngạc nhiên với bất kỳ trò chơi lấy bối cảnh chiến tranh thế giới thứ hai nào nữa thì trò chơi này sẽ đá đít bạn ra khỏi suy nghĩ đó".